# Stefan Holtz (Kanute)

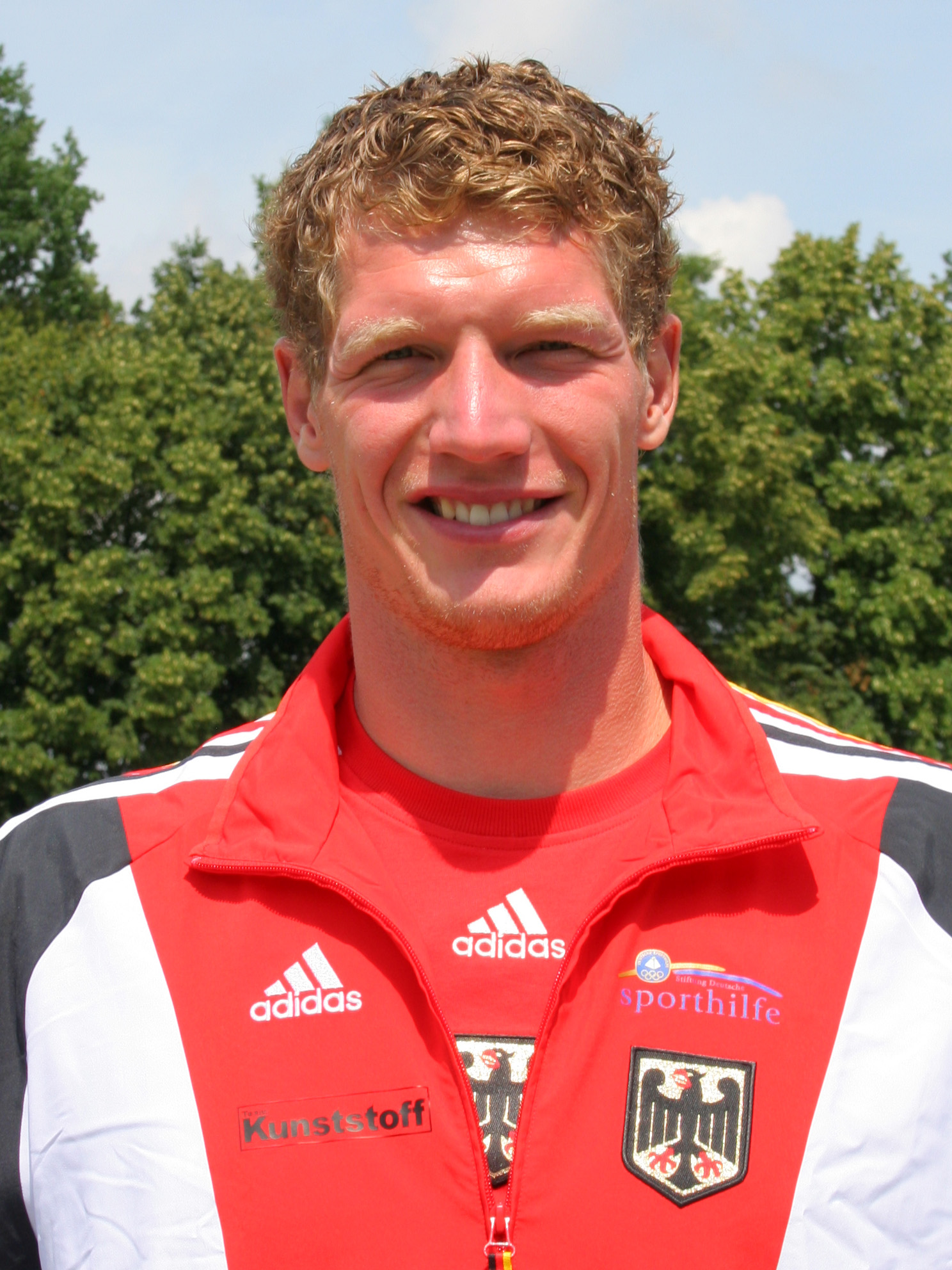
Stefan Holtz

Stefan „Holtzi“ Holtz (* 27. Februar 1981 in Neubrandenburg) ist ein deutscher Kanute.
Holtz begann seine Karriere beim SC Neubrandenburg, wechselte allerdings zu Beginn seiner internationalen Laufbahn zu den Rheinbrüdern Karlsruhe. Sein Heimtrainer war Detlef Hofmann. Er spezialisierte sich auf die Canadier-Disziplin des Kanurennsports und paddelt auf der linken Seite. Sein erster internationaler Erfolg war der Sieg bei den Junioren-Europameisterschaften 1998 im Zweier-Canadier. Im Jahr 2005 konnte er sich erstmals für die A-Nationalmannschaft qualifizieren und gewann bei den Weltmeisterschaften in Zagreb die Bronzemedaille im Vierer-Canadier über 1000 m. 2006 in Szeged holte er mit dem Vierer-Canadier den Weltmeistertitel über 1000 m und mit Robert Nuck Silber im Zweier-Canadier. Bei den Weltmeisterschaften 2007 gewann er zwei Silbermedaillen im Vierer-Canadier über 500 und 1000 m.
Für die Olympischen Spiele 2008 in Peking konnte sich der 2,02 m große Athlet nicht qualifizieren, weil der Deutsche Kanu-Verband nur drei Sportler aus den Canadier-Disziplinen nominierte. Im Frühling 2009 wechselte Robert Nuck für ein Jahr vom SC DHfK Leipzig nach Karlsruhe, um mit Holtz gemeinsam trainieren zu können. Das Duo gewann die Titel bei den Kanurennsport-Weltmeisterschaften 2009 und bei den Kanurennsport-Europameisterschaften 2009 über 500 m und holte über 200 m jeweils Bronze. 2010 konnte er wegen einer Verletzung von Nuck nur im Einer-Canadier antreten.
Holtz arbeitete als Kundendienstmonteur und lebte in Karlsruhe bis Dezember 2010. Am 1. Januar 2011 verlegte er seinen Wohnsitz nach Regensburg und wechselte von den Rheinbrüdern Karlsruhe zum SC DHfK Leipzig, wo er von Kay Vesely trainiert wird. Sein Zweierpartner Robert Nuck war bereits 2010 nach Leipzig zurückgekehrt, doch konnte sich das Duo mit einem achten Platz über 1000 m bei dem Qualifikationsrennen Anfang April 2011 in Duisburg nicht für die Europameisterschaften 2011 qualifizieren und wurde danach aufgelöst. Bei den Weltmeisterschaften 2011 gewann er mit seinem neuen Partner Tomasz Wylenzek den Titel über 1000 m.
2012 war er in der Serie In aller Freundschaft in Folge 578 „Im Eifer des Gefechts“ als Handwerker zu sehen.
Bei den Weltmeisterschaften 2013 gewann Holtz im Zweier-Canadier mit Robert Nuck den Titel über 200 Meter. Außerdem holte er mit Nuck,
Stefan Kiraj und Sebastian Brendel Silber über 200 Meter Relay. Bei den Europameisterschaften 2014 gewann er im Zweier-Canadier mit Nuck Silber über 200 Meter. Das Gleiche gelang ihnen im Monat darauf bei den Weltmeisterschaften in Moskau.

## Erfolge
- Weltmeisterschaften: 4× Gold, 5× Silber, 3× Bronze
- Europameisterschaften: 3× Gold, 3× Silber, 5× Bronze